# Septentrinna yucatan
Septentrinna yucatan là một loài nhện trong họ Corinnidae.
Loài này thuộc chi Septentrinna. Septentrinna yucatan được miêu tả năm 2000 bởi Bonaldo.